# Agonac
 Agonac  es una población y comuna francesa, en la región de Aquitania, departamento de Dordoña, en el distrito de Périgueux y cantón de Brantôme.

## Demografía
| 1211 | 1162 | 1027 | 1059 | 1342 | 1451 | 1553 | 1637 | 1746 |
| Para los censos de 1962 a 1999 la población legal corresponde a la población sin duplicidades (Fuente: INSEE [Consultar]) |      |      |      |      |      |      |      |      |

## Política y Administración
| Periodo del mandato | Nombre del alcalde     |
| ------------------- | ---------------------- |
| 1913-1929           | Louis Roux             |
| 1929-1935           | Gabriel Simonnet       |
| 1935-1944           | Gaston Thibault        |
| 1944-1951           | Camille Barbut         |
| 1951-1959           | Gaston Thibault        |
| 1959-1977           | Paul Mordiconi         |
| 1977-1983           | Jean Demoures          |
| 1983-1989           | Daniel Couder          |
| 1989-2014           | Jean-Claude Brouillaud |
| 2014-?              | Christelle Boucaud     |

## Personalidades ligadas a la comuna
- Micheu Chapduelh, escritor y cantante occitano.
- Patrick Vacher, futbolista profesional.

## Hermanamientos
- Almunia de San Juan, España.[3]